# Корецана
Кореца̀на (на италиански: Correzzana, на западноломбардски: Curesciàna, Курешана) е малко градче и община в Северна Италия, провинция Монца и Брианца, регион Ломбардия. Разположено е на 250 m надморска височина. Населението на общината е 2648 души (към 2010 г.).
До 2004 г. общината е част от провинция Милано.